# Audience papale
Pour les articles homonymes, voir Audience.
 (février 2013).
Si vous disposez d'ouvrages ou d'articles de référence ou si vous connaissez des sites web de qualité traitant du thème abordé ici, merci de compléter l'article en donnant les références utiles à sa vérifiabilité et en les liant à la section « Notes et références ».
Les audiences papales sont les rencontres que le pape accorde aux personnes venant l'écouter.
Elles sont de deux sortes, selon le nombre de participants à l'audience :
- les audiences générales ;
- les audiences spéciales, qui peuvent être des audiences privées.

En 2010, 493 000 personnes ont assisté aux audiences générales du pape du mercredi, et 178 000 à des audiences spéciales.

## Audiences générales du pape
Chaque mercredi (normalement vers dix heures du matin), lorsqu'il est à Rome, le pape reçoit tous les pèlerins qui souhaitent le rencontrer : c'est l'audience générale ou audience du mercredi. Cette audience se tient habituellement sur la place Saint-Pierre sauf lorsque les conditions climatiques ne le permettent pas. Ainsi, durant la saison hivernale, cette audience générale a habituellement lieu dans la salle Paul VI. Lorsque l'affluence dépasse les capacités d'accueil de cette salle, comme cela est arrivé plusieurs fois, une partie de l'assistance peut être déplacée dans la basilique Saint-Pierre et le pape passe alors une partie de l'audience avec ces visiteurs dans la basilique.
L'audience générale comprend quatre temps :
- une catéchèse du pape ;
- la présentation au pape des principaux groupes présents (qui, à l'appel de leur nom, le saluent par des chants ou des acclamations) ;
- la prière du Notre Père et la bénédiction apostolique ;
- une brève rencontre personnelle du pape avec chaque évêque présent, des personnalités politiques ou religieuses, des représentants de certains groupes présents, des jeunes mariés revêtus de leurs habits de noce.

Cette tradition d'audience générale hebdomadaire, chaque mercredi, a été initiée en 1925 par le pape Pie XI.

## Audiences spéciales du pape

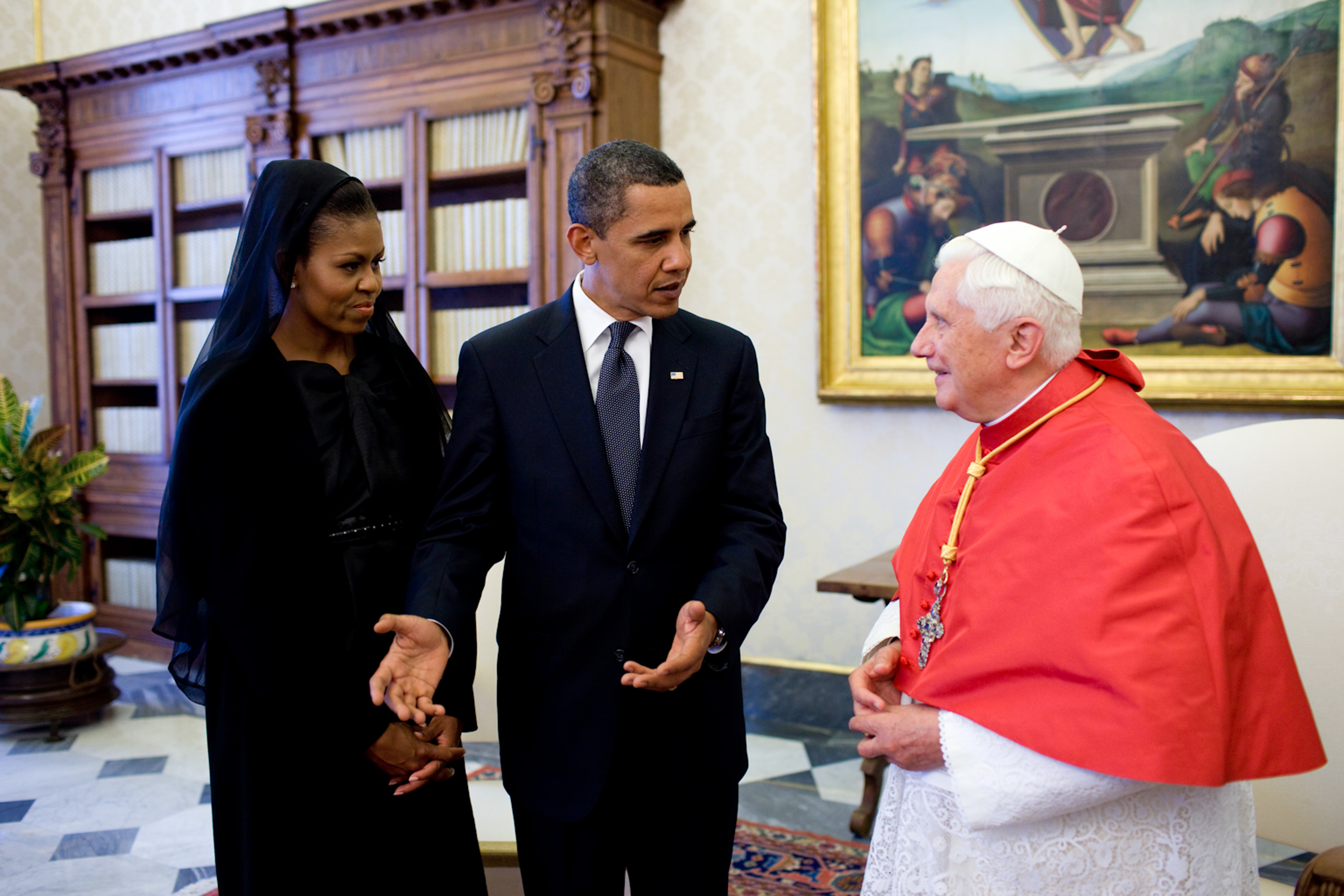
Le pape Benoît XVI en compagnie de Michelle et Barack Obama au Vatican le 10 juillet 2009.

En complément des audiences générales, le pape peut recevoir des groupes particuliers en une audience spéciale. Ces audiences spéciales peuvent se tenir au palais apostolique si le groupe n'est pas trop important ou, lorsque l'assistance dépasse les 2 000 personnes, dans la salle Paul VI. Il peut s'agir d'un mouvement d’Église (par exemple : le Chemin néocatéchuménal, le 17 janvier 2011) ou de tout autre groupe venu en pèlerinage (par exemple : les gens du voyage, le 11 juin 2011). Ces audiences peuvent aussi être dans le prolongement d'autres événements. Ainsi, chaque année, après la remise du pallium aux archevêques métropolitains en la solennité des saints Pierre et Paul, le pape reçoit ces mêmes archevêques avec la délégation qui les accompagne dans la salle Paul VI. Il fait de même après chaque consistoire ordinaire public pour la création de nouveaux cardinaux.

### Audiences privées du pape
Le pape reçoit régulièrement, en général dans sa bibliothèque privée, des visites individuelles ou en petits groupes, par exemple des évêques qui viennent s'entretenir de la situation de leur diocèse, des scientifiques, des personnalités politiques, des diplomates, des représentants de la société ou du monde culturel… Chaque année, le pape accorde ainsi 450 à 500 audiences privées.

### Articles liés
- Salle Paul VI